# Porte di banchina

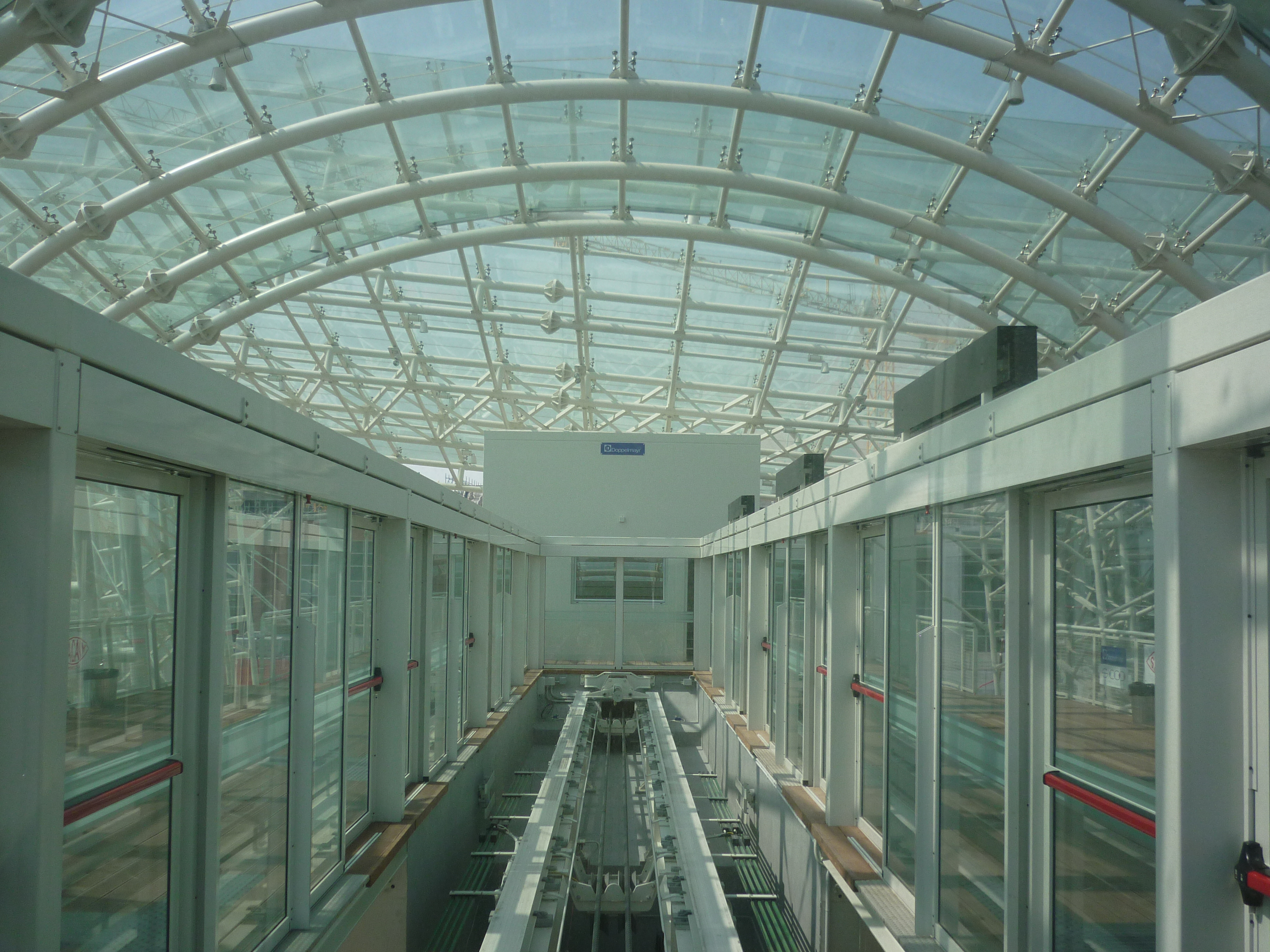
Porte di banchina dotate di lucernario a volta sulla via di corsa del people mover di Venezia. In primo piano le porte di emergenza con maniglioni antipanico rossi

Le porte di banchina sono l'insieme delle separazioni fisiche (porte d'emergenza e porte per l'uso ordinario) tra le banchine di attesa e le vie di corsa dei mezzi di trasporto su rotaia. Le porte di banchina sono generalmente realizzate in vetro o, più raramente, in metallo. Sono utilizzate perlopiù nelle metropolitane, ma anche in altri sistemi, come il people mover di Venezia o i Bus Rapid Transit.

## Funzionamento
Le porte per l'uso ordinario sono scorrevoli, rimangono normalmente chiuse e si aprono solo quando sono perfettamente allineate con le porte dei convogli in fermata; i mezzi in servizio sull'infrastruttura di trasporto devono essere quindi tutti dotati di porte in numero e posizione tali da garantire questo allineamento. Le porte di banchina rendono possibile il passaggio di oggetti e persone tra la banchina ed i binari solo allo scopo di salita e discesa dai convogli. Tra le porte di banchina ve ne sono alcune apribili solo dalla via di corsa azionando i maniglioni antipanico in caso di emergenza. Tra una porta scorrevole e la successiva vi sono vetrate o pannelli fissi.

## Tipologie
- Tunnel chiuso. A volte viene aggiunto un lucernario o un controsoffitto che collega le vetrate ai lati della banchina e crea un tunnel isolato dall'ambiente circostante. Tali soluzioni sono tra le più sicure.
  - Tunnel creato sopra la via di corsa dei convogli
  - Tunnel creato sopra la banchina
- Porte di banchina a tutta altezza. Per ottenere un grado di sicurezza simile a quello dei tunnel chiusi, il sistema delle porte di banchina può raggiungere il soffitto.
- Altezza intermedia senza copertura. Versioni più economiche prevedono un'altezza intermedia delle vetrate e delle porte scorrevoli
  - Altezza di sicurezza. Se non si intende chiudere a soffitto la parete delle porte di banchina, si possono realizzare le porte ad un'altezza tale da garantire un buon margine di sicurezza.
  - Altezza minima o media. Tali soluzioni abbattono sensibilmente i costi ma non sono sufficienti per fermare chi vuole scavalcare intenzionalmente le porte quando sono chiuse.

## Vantaggi
Vi sono molti vantaggi dovuti alle porte di banchina:
- prevenzione della caduta di persone sui binari, sia a scopo di suicidio o omicidio sia accidentale;
- prevenzione della caduta di oggetti sui binari, potenzialmente causa di incidenti, incendi o guasti;
- migliore ventilazione e controllo del clima nelle fermate sotterranee (separare fisicamente gli spazi riservati ai passeggeri dalle vie di corsa dei mezzi consente di sfruttare meglio l'azione dei sistemi di climatizzazione);
- riduzione dello spostamento d'aria causato dal transito dei convogli minore o assente.

## Galleria d'immagini

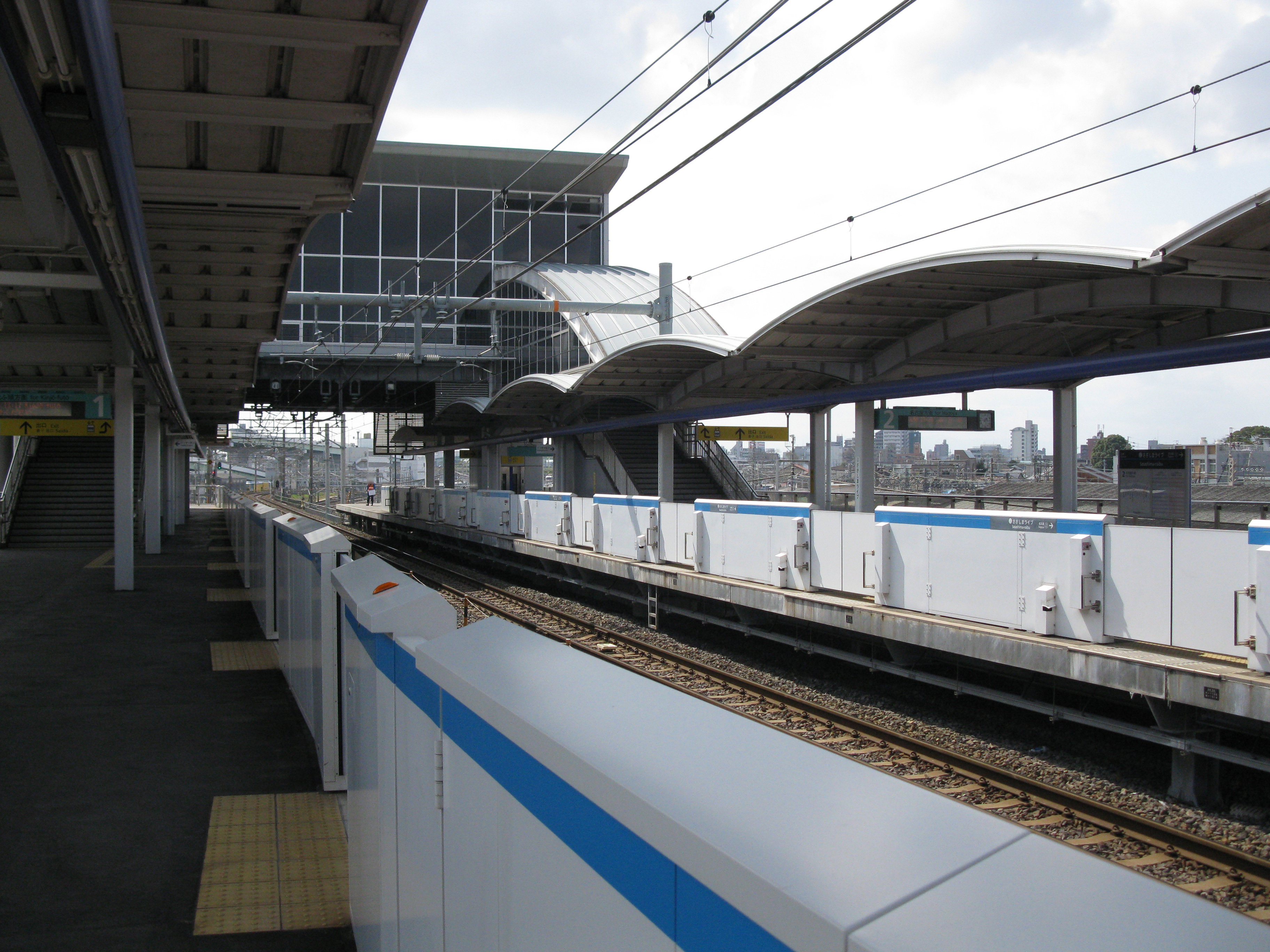
Sistema basso in metallo nella stazione ferroviaria di Sasashima-raibu della linea Aonami a Nagoya, Giappone
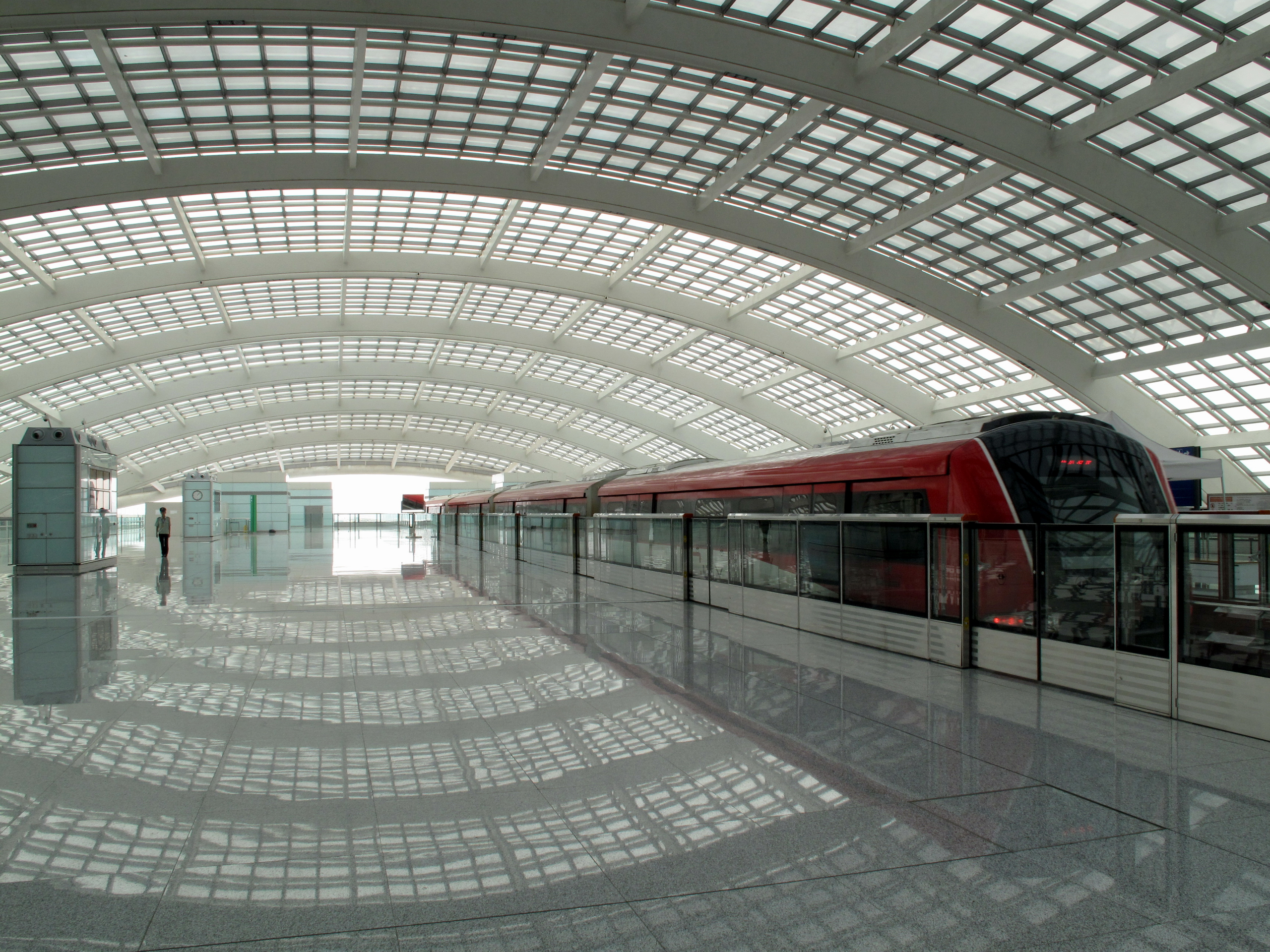
Sistema ad altezza media in metallo e vetro nella stazione dell'aeroporto, nella metropolitana di Pechino
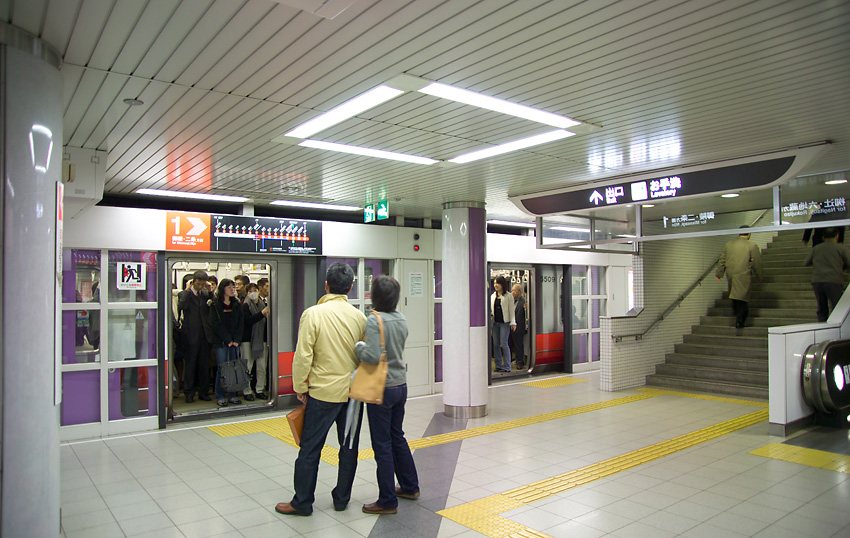
Vetrate a tutta altezza con controsoffitto nella stazione di Yamashina della linea Tōzai a Kyoto, Giappone
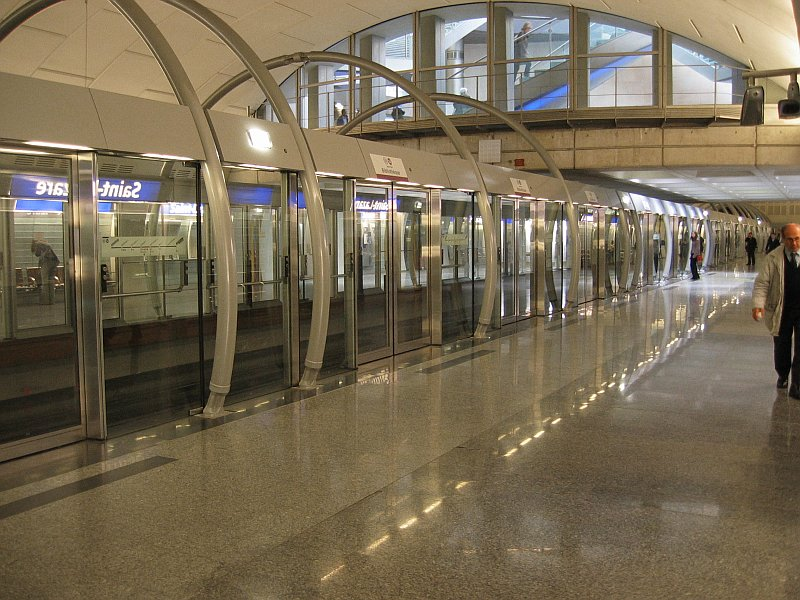
Vetrate senza tunnel ma con buon margine di sicurezza nella stazione di Saint-Lazare, nella metropolitana di Parigi
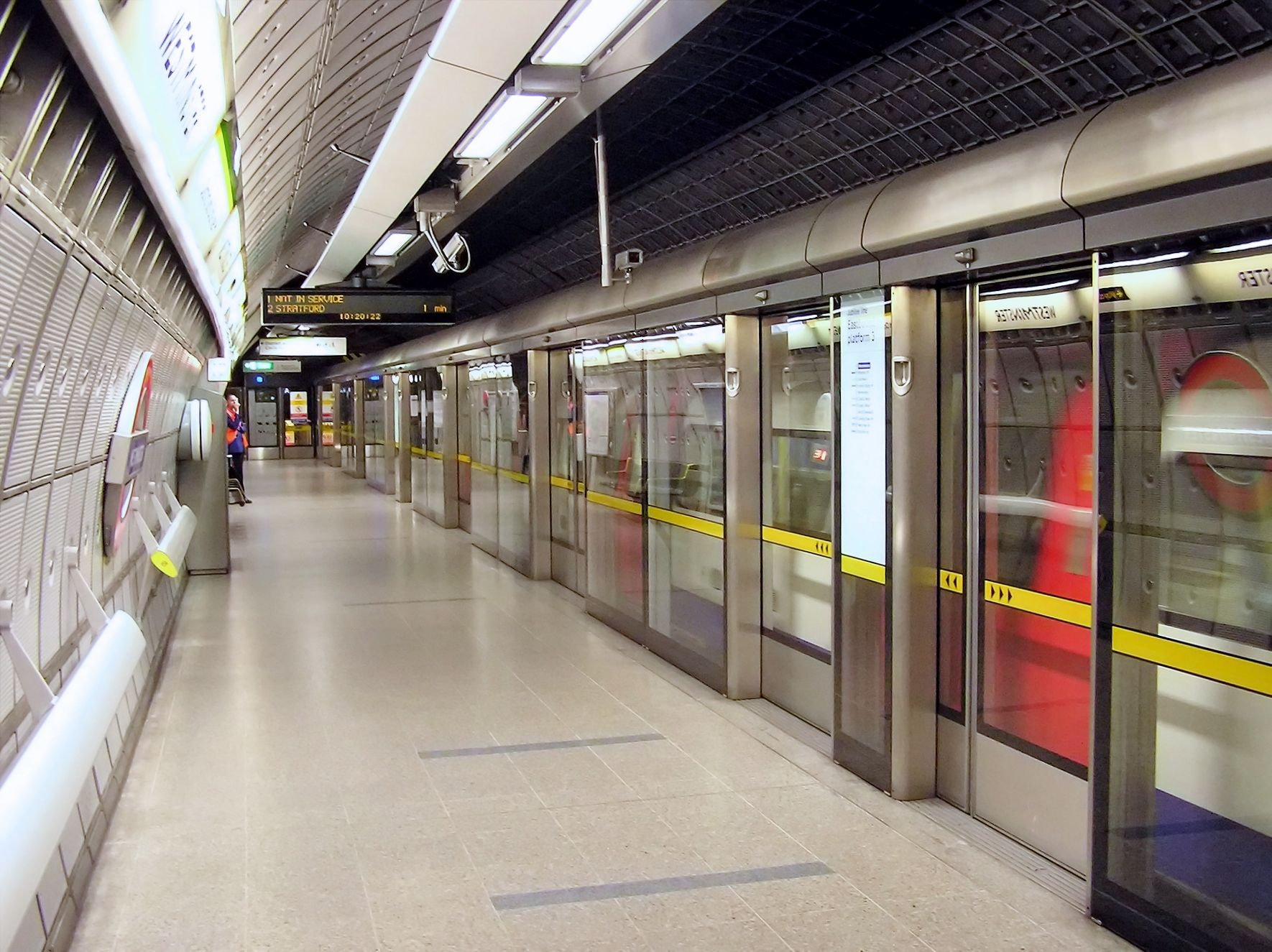
Tunnel di sicurezza creato sopra la banchina della stazione di Westminster, nella metropolitana di Londra
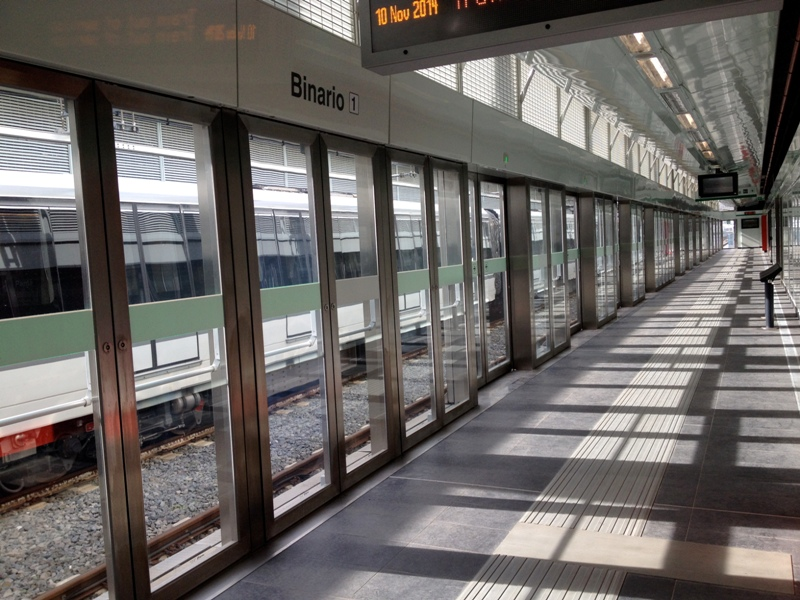
Porte di banchina alla stazione Monte Compatri-Pantano della linea C della metropolitana di Roma
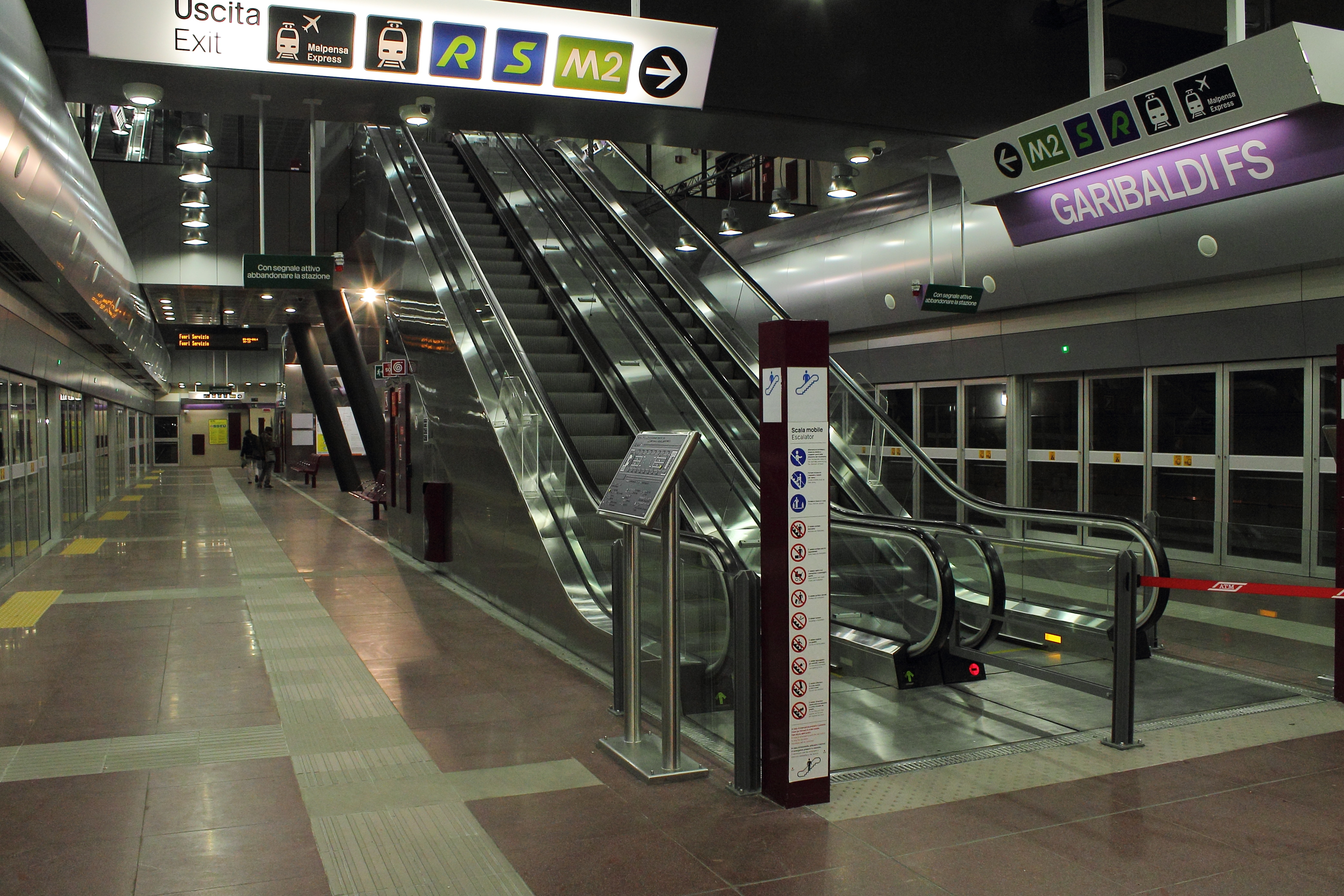
Porte di banchina e tunnel alla stazione Garibaldi FS della linea M5 della metropolitana di Milano